# H.J.B. Bufford-Hancock
H.J.B. Bufford-Hancock (1816-1898); Gobernador Colonial Británico. Pasó a Antigua y Barbuda en 1881 para reemplazar provisionalmente a Sir George Berkeley, mientras llegaba a las Islas de Sotavento el nuevo Gobernador. Volvió después a Londres donde hizo su vida fuera de la política en una granja al norte de Norfolk.
| Predecesor: Sir George Berkeley | Gobernador de Antigua y Barbuda 1881 | Sucesor: Sir John Hawley Glover |

- Datos: Q6441644